# Бранимир Тори Јанковић
Бранимир Тори Јанковић (Баре, Крагујевац, 10. октобар 1934 — Београд, 31. јул 1978) био је српски филмски редитељ, сценариста и глумац.

## Биографија
Бранимир Тори Јанковић је рођен у српском селу Баре, код Крагујевца. Био је првенац, од четворо деце (сестра Гордана, браћа Драгутин и Милутин), оца Александра и мајке Надежде Јанковић. Родитељи су били учитељи у основној школи у Барама.
Дипломирао је на Факултету драмских уметности, одсек глума 1958. године, у класи професора Јосипа Кулунџића, представом "Лажа и паралажа", одржаној у Народном позоришту у Београду. У дипломској представи је играо барона Голића.
У класи са Торијем на ФДУ су били Бата Живојиновић, Никола Симић, Ружица Сокић, Радмила Андрић, Љиљана Марковић, Рада Ђуричин, Александар Алексов.

## Филмске улоге
- Шеки снима, пази се (1962)
- Сан (1966)
- (1965)
- (1965)
- Острва (1963)
- Чудна девојка (1962)
- Саша (1962)
- Лето је криво за све (1961)
- Кота 905 (1960)
- Дан четрнаести (1960)
- Љубав и мода (1960)
- Сам (1959)
- Те ноћи (1958)
- Мали човек (1957)
- Суботом увече (1957)

## Филмски сценарији
- Црвена земља (1975)
- Мирко и Славко (1973)
- Звезде су очи ратника (1972)
- Крагујевац 1941. (1971)
- Дан дужи од године (1971)
- Крвава бајка (1969)
- Поход (1968)
- (1968)
- Повратак (1966)

## Режирани филмови
- Црвена земља (1975)
- Мирко и Славко (1973)
- Звезде су очи ратника (1972)
- Крагујевац 1941. (1971)
- Дан дужи од године (1971)
- Крвава бајка (1969)